# Hans Rehberg
Hans Rehberg (* 25. Dezember 1901 in Posen; † 20. Juni 1963 in Duisburg) war ein deutscher Schriftsteller und Dramatiker.

## Leben
Rehberg begann mit seiner schriftstellerischen Tätigkeit im Alter von 25 Jahren. Er wurde 1930 Mitglied der SA und trat zum 1. November desselben Jahres der NSDAP bei (Mitgliedsnummer 348.154),. Sein Schaffenshöhepunkt lag entsprechend in der Zeit des Nationalsozialismus. 
Ab 1931 lebte er nachweislich in Brandenburg, wo er ab 1931 in der Nähe von Schloss Sommerswalde und ab 1935 in der Pieskower Künstlerkolonie „Meckerndorf“ wohnte. Gemeinsam mit seiner Frau Maria Ohly hatte er sechs Kinder: Maria, Katharina, Nikolaus, Till, Friedrich und den Schauspieler und Regisseur Hans-Michael Rehberg.
Rehberg befasste sich in seinen Werken überwiegend mit großen Persönlichkeiten der Zeitgeschichte, in keinem seiner Werke aber mit Persönlichkeiten des Nationalsozialismus. Aufgrund seiner biografischen Werke über preußische Größen galt er als beliebter Autor in den Jahren ab 1933.
Trotz seiner Kritik an der politischen Rechtfertigung des Mordes an Ernst Röhm wurde die Uraufführung seines Werkes Der große Kurfürst 1934 in Berlin von allen Seiten gefeiert und bekam gute Kritiken, auch im Völkischen Beobachter.
Generell ist Rehbergs Einstellung gegenüber der nationalsozialistischen Ideologie nicht eindeutig zu fassen. Die von ihm bearbeiteten Themen „Preußen“ und „Preußentum“ entsprachen den ideologischen Vorstellungen und Interessen des Regimes, weshalb Die Bühne ihn in der Ausgabe vom 1. März 1936 zu den „jungen nationalsozialistischen Dichtern“ zählte. Gleichwohl geriet Rehberg 1941 stark in die Kritik der SS-infiltrierten Zeitschrift Die Weltliteratur, weil er nicht in der Lage sei, in seinen Werken einen wahren preußischen Heldencharakter zu inszenieren. Daraufhin unterließ Rehberg die Auseinandersetzung mit politischen Themen in seinen Stücken, verließ Brandenburg und ging ins schlesische Ochelhermsdorf. Er wurde Kriegsberichterstatter im Range eines Leutnants beim Befehlshaber der U-Boote. Diese Arbeit inspirierte ihn zu seinem U-Boot-Drama Die Wölfe. Das Stück wurde 1943 in Breslau uraufgeführt. Eine geplante Aufführung in der Reichshauptstadt Berlin wurde von Joseph Goebbels wegen des mangelnden Propagandacharakters untersagt. Ferner war nach Goebbels’ Ansicht in dem Stück zu viel Pessimismus enthalten. 
Die Aufführung des Stücks am 23. Oktober 2003 im „Theater in der Garage“, der zweiten Spielstätte des Theaters Erlangen, erregte wiederum Aufsehen, da das Stück aus der Feder eines nationalsozialistischen Künstlers stammte.
Nach Ende des Zweiten Weltkrieges flohen die Rehbergs zunächst ins bayerische Assenhausen. Im Februar 1946 zogen sie von dort nach Hohenschäftlarn weiter, wo Hans Rehberg wieder zu schreiben begann. Nach ersten Aufführungen seiner Nachkriegswerke holte ihn im Februar 1949 seine Vergangenheit ein. Obwohl er „mit 87 Inszenierungen in der Zeit zwischen 1933 und 1944 (Schließung der Theater) […] zu den erfolgreichen und häufig gespielten Dramatikern der Zeit“ gehörte, wurde er im Zuge des Entnazifizierungsverfahrens letztendlich am 13. Juli 1949 als Mitläufer eingestuft. Trotz dieses Urteils hatte er stets den Leumund als nationalsozialistischer Künstler. Dennoch kam es noch zur Aufführung weiterer Werke. 1951 ging Rehberg auf Vermittlung von Paul Kleinewefers nach Duisburg, wo er anlässlich der 1955 bevorstehenden 700-Jahr-Feier der Gründung von Königsberg das gleichnamige Festspiel schrieb. Die danach erschienenen Stücke Rembrandt und Kleist waren heftig umstritten, da sie sich nur wenig an biografischen Details festhielten.
In der Sowjetischen Besatzungszone wurden mehrere seiner Schriften auf die Liste der auszusondernden Literatur gesetzt.
Rehberg verstarb 1963 an Herzversagen.

## Bewertung
Carl Zuckmayer greift in seinem Geheimreport Rehberg scharf an: Politisch habe er sich durch „Parteimitgliedschaft, SA-Gruppenführer usw sowie durch peinlich hölderlinisierenden Hymnen auf den Führer Rückendeckung“ verschafft. Dem Dramatiker Rehberg wirft Zuckmayer vor „Seine Gestalten schwanken auf der Bühne herum wie überlebensgroße, künstlich aufgetriebene Ballonfiguren“. „Als Mensch“ sei Rehberg laut Zuckmayer „ohne Zweifel ein Schubiak“, und für ihn sei Rehberg „gekennzeichnet und erledigt“.
Für Rehberg tritt der Theaterkritiker Günther Rühle ein: Diese Abrechnung zeichne ein falsches Bild. Rehberg, SA-Mann bis 1934, auch Gaukulturwart in Pommern, verlor nach dem Röhm-Putsch alle Chancen auf eine von der Partei geförderte Karriere, Gustaf Gründgens und Jürgen Fehling stützten ihn (bis in die fünfziger Jahre). Noch 1943 heißt es in einem Parteibericht: Rehberg „sei kaum von der nationalsozialistischen Gedankenwelt berührt, dagegen noch durchaus verhaftet dem Geist der Systemzeit, gegen die er politisch einmal im Kampf gestanden hat“. Rehberg sei laut Rühle „der einzige Dramatiker der NS-Zeit, der diskutierbar ist und möglicherweise einer Revision bedarf. Seine ‚Preußendramen‘ sind das am meisten ernst zu nehmende dramatische Produkt der ganzen Hitlerzeit.“ 

## Werke
- Cecil Rhodes: Schauspiel in 3 Akten, 1930 (Uraufführung am 8. März in Bochum)
- Die goldene Kugel, Schauspiel, um 1930
- Johannes Kepler: Schauspiel in 3 Akten, 1933
- Der Große Kurfürst, Schauspiel, 1934 (Uraufführung am 30. November am Berliner Staatstheater)
- Der Tod und das Reich, 1934
- Friedrich I., Komödie, 1935 (Uraufführung am 10. April am Alte Theater in Leipzig)
- Friedrich Wilhelm I, 1935 (Uraufführung 19. April 1936 am Staatlichen Schauspielhaus in Berlin)
- Kaiser und König, 1936 (Uraufführung am 27. Oktober 1937 am Staatlichen Schauspielhaus in Hamburg)
- Die Preußen-Dramen, 1937
- Der Siebenjährige Krieg, Schauspiel, 1937 (Uraufführung am 7. April 1938 am Staatlichen Schauspielhaus in Berlin)
- Die Königin Isabella: Schauspiel in 3 Akten, 1939 (Uraufführung am 7. April)
- Die Preußische Komödie: In 3 Tagen, 1940
- Suezkanal, Hör- und Schauspiel, 1939/1940
- Heinrich und Anna, 1941
- Gajus Julius Caesar, 1942
- Karl V., Schauspiel 1942
- Die Wölfe: U-Boot-Drama, 1944
- Heinrich VII., 1947 (Uraufführung 1949 im Bayerischen Staatsschauspiel)
- Bothwell und Maria: Schauspiel in 3 Akten, (Uraufführung 1948)
- Elisabeth und Essex, 1949 (Uraufführung am 29. April)
- Maria und Elisabeth (Uraufführung 1953 in München)
- Der Gattenmord (Uraufführung am 15. Oktober 1953 in Düsseldorf)
- Muttermord (Uraufführung am 12. März 1953 in Stuttgart)
- Königsberg, Festspiel anlässlich der 700-Jahr-Feier der Gründung von Königsberg (Preußen), 1955
- Rembrandt (Uraufführung 1956)
- Kleist (Uraufführung am 20. Dezember 1958 am Schlosstheater in Oldenburg)